# Hans Lassen (Physiker)
Hans Lassen (* 12. Februar 1897 in Ketting auf Alsen; † 27. Oktober 1974 in Berlin) war ein deutscher Naturwissenschaftler.

## Leben
Nach dem Abitur in Sonderburg folgte der Einsatz als Soldat im Ersten Weltkrieg 1914–1918. 1919–1924 studierte Hans Lassen Physik, Mathematik und Chemie in Kiel und Jena, bei Winfried Otto Schumann, bei dem er mit der Arbeit Experimentelle Untersuchung in Stromkreisen mit Quecksilberdampf-Gleichrichtern promovierte. Kurzzeitig arbeitete er bei Siemens & Halske in Berlin und wurde 1925 Assistent von Karl Försterling am Institut für Theoretische Physik der Universität Köln, wo er sich speziell mit der Ausbreitung elektromagnetischer Wellen und ihrer Überreichweiten beschäftigte. Zwei Jahre später wechselte er zu Hans Rukop und wurde 1933 Privatdozent.
1928 hatte er Annemarie Hollaender (* 1901), die Tochter des Kölner Landgerichtsdirektors, geheiratet. Ihr Sohn Lars Lassen (* 1929) wurde Professor der Physik in Heidelberg.
Nachdem Lassen 1935 wegen seiner jüdischen Frau entlassen worden war, arbeitete er bis 1946 wieder bei Siemens in Berlin. Mit dem Wiederbeginn des Studienbetriebs an der Humboldt-Universität zu Berlin erhielt er eine außerordentliche Professur für Physik und wurde 1948 Leiter des 1. Physikalischen Instituts. Im April 1949 wurde er von der neu gegründeten Freien Universität Berlin zum ordentlichen Professor und Direktor des neuen Physikalischen Instituts berufen. 1965 wurde er emeritiert.
Hans Lassen starb 1974 im Alter von 77 Jahren in Berlin. Sein Grab befindet sich auf dem Waldfriedhof Dahlem.

## Veröffentlichungen
- Ionisation der Atmosphäre und ihr Einfluß auf die Ausbreitung der kurzen elektrischen Wellen der drahtlosen Telegraphie; 1926 (vgl. Hermann Dänzer[6])
- Frequenzabhängigkeit der Funkenspannung in Luft; 1930
- Kurzwellenausbreitung im Erdmagnetfeld; 1933
- Neue Interferenzerscheinungen beim Durchgang schneller Elektronen durch Kristalle; 1935
- Theorie der Wellenausbreitung; 1941
- Theorie der Doppelbrechung elektromagnetischer Wellen in einem ionisierten Gas und der Einfluß eines konstanten Magnetfeldes (Ionosphäre); 1947
- Ausbreitung von Kurzwellen-Echosignalen; 1948
- Auswertung von Ionosphärenbeobachtungen; 1954
- Mit Ludwig Bergmann: Ausstrahlung, Ausbreitung und Aufnahme elektromagnetischer Wellen; 1940 (Lehrbuch der drahtlosen Nachrichtentechnik, 2. Band)[7]
- Neubearbeitung mit Bergmann und Kurt Fränz: Antennen und Ausbreitung; 1956